# Takargo Rail
Takargo Rail è una società di trasporti portoghese fondata nel 2006 dall'impresa di capitale portoghese Mota-Engil SGPS, in seguito alla liberalizzazione del trasporto ferroviario nell'Unione europea.

## Storia

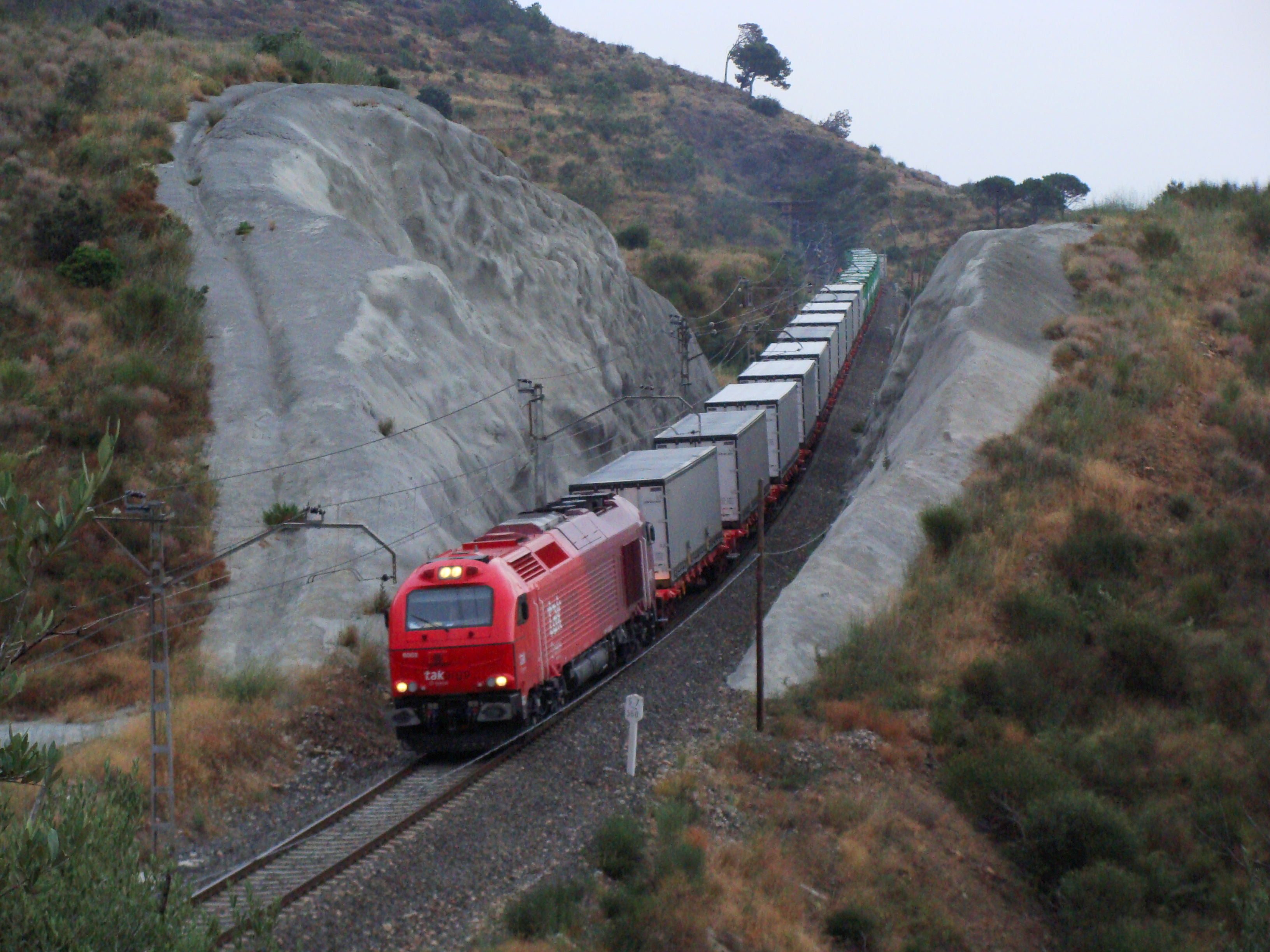
Treno Takargo al traino della Vossloh E 4000, in servizio intermodale tra Riudecanyes e Duesaigües, nel 2009

La società nacque nel 2006 per iniziativa della Mota-Engil; fu la prima compagnia di trasporti ferroviari privata in Portogallo e divenne operativa nel 2008. Si occupa del trasporto intermodale marittimo-ferroviario.
Nel 2009 venne formata una joint venture denominata Ibercargo Rail con la società spagnola COMSA Rail Transport per le operazioni ferroviarie tra le due nazioni.
Il servizio merci intermodale venne reso operativo nel 2010.

## Materiale rotabile
Nel 2009 la flotta Takargo includeva 7 locomotive Euro 4000 del gruppo portoghese 6000 e 2 del gruppo 1400 (Diesel).

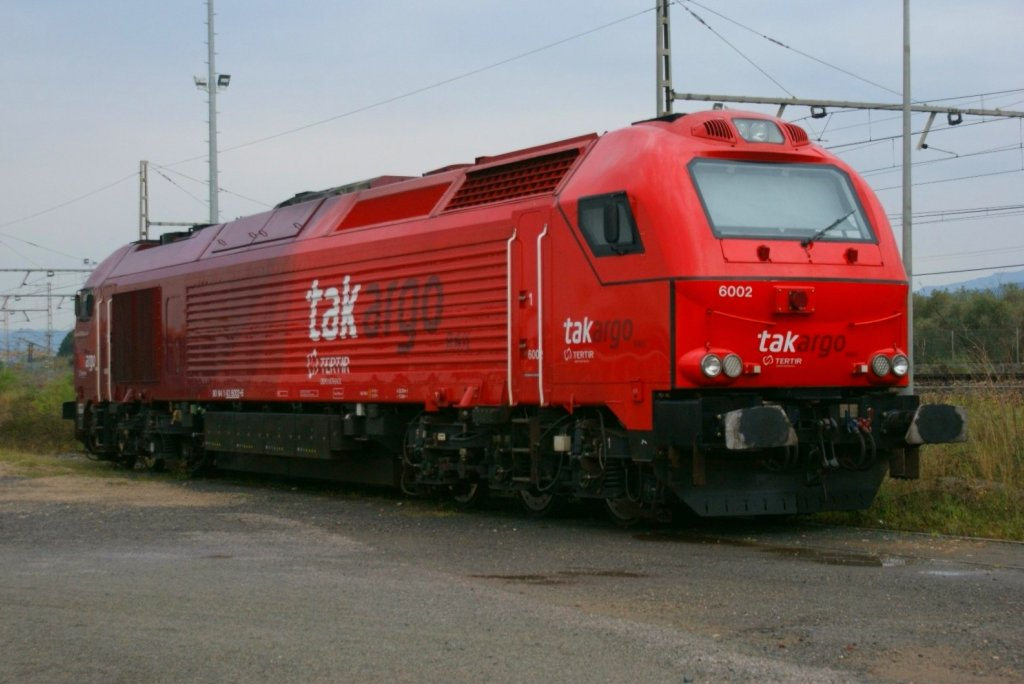
Vossloh Euro 4000, (Classe 6000) (aprile 2010)

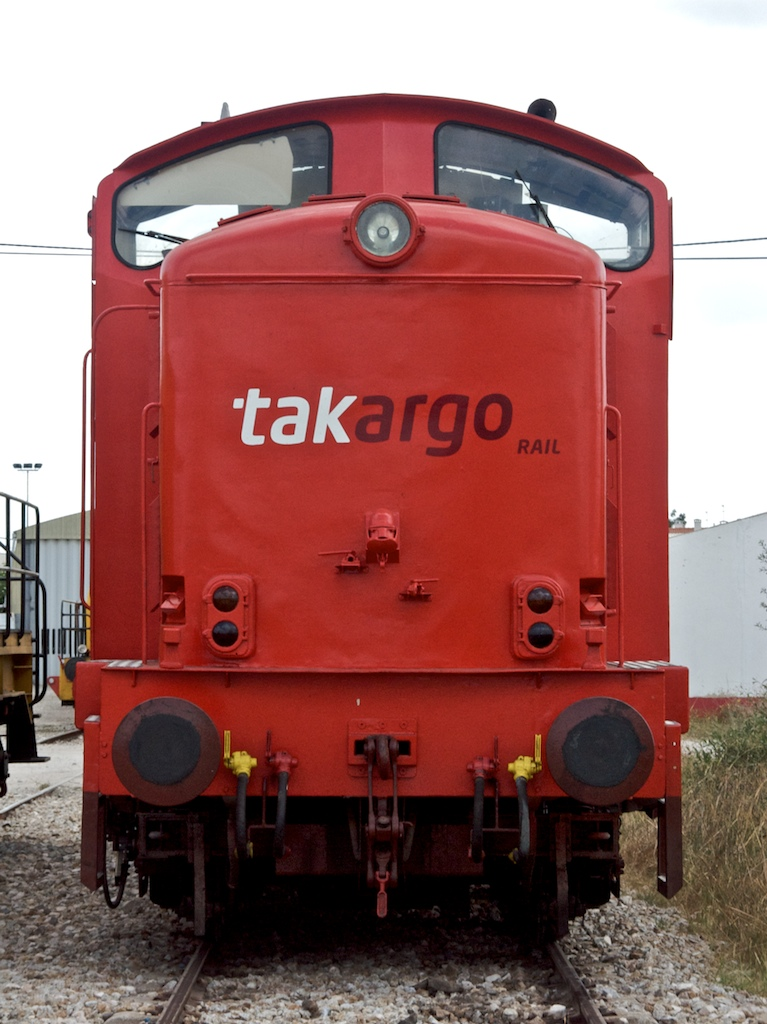
Classe 1400.1449 (agosto 2008)